# Laç
Laç è una frazione del comune di Kurbin in Albania (prefettura di Alessio), si trova lungo la SH 1, l'importante strada che collega Tirana a Scutari. 
Fino alla riforma amministrativa del 2015 era comune autonomo, dopo la riforma è stato accorpato, insieme con gli ex-comuni di Fushë-Kuqe, Mamurras e Milot a costituire la municipalità di Kurbin.

## Chiesa di Sant'Antonio

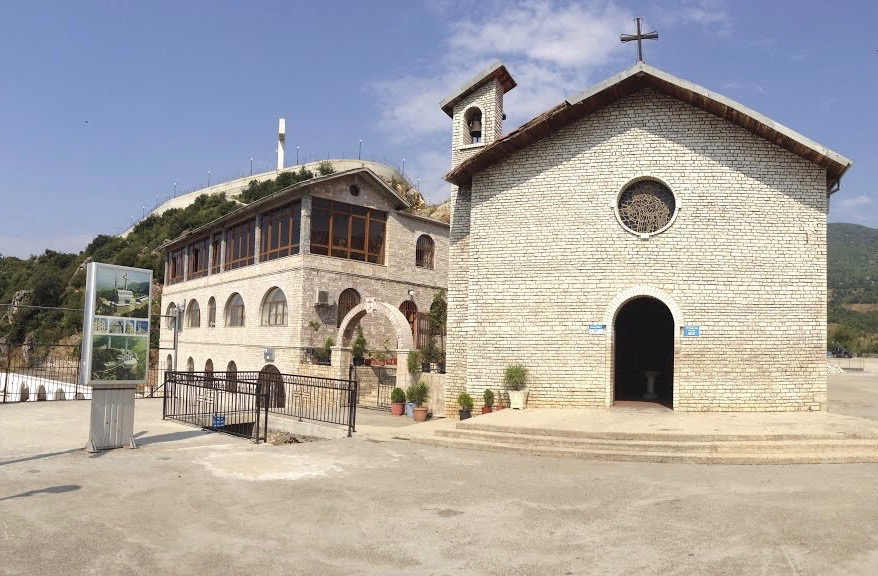
La chiesa di Sant'Antonio

Laç è famosa per la presenza sulla montagna soprastante la città, del Santuario di Sant'Antonio di Padova (in lingua albanese Kisha e Laçit o Kisha e Shna Ndout chiamata anche "Kisha e Shna Nojt" dai cittadini ), luogo ritenuto sacro e meta di pellegrinaggi che culminano nei festeggiamenti del 13 giugno, ricorrenza del Santo. Poco sotto al santuario si trova la Grotta di San Biagio (Shpella e Shen Vlashit) anch'esso luogo di venerazione.

## Sport

### Calcio
La squadra principale della città è il Klubi Futbollit Laçi, che ha raggiunto nell'ultimo cinquennio ottimi risultati sia in campo internazionale sia in Albania. L'anno 2017/18 il Laçi ha passato il primo turno di qualificazione all'Europa League contro i ciprioti dell'Anorthossis grazie a un gol del suo gioiello Myrto Uzuni che poi è stato venduto alla Nogometni klub Lokomotiva Zagreb a 350.000 euro facendo così un'ottima plusvalenza. L'attuale allenatore del Laçi è l'italiano Francesco Moriero.